# Йозеф Вашичек
Йозеф Вашичек (чеськ. Josef Vašíček, нар. 12 вересня 1980, Гавлічкув-Брод — пом. 7 вересня 2011 Ярославль) — чеський хокеїст, що грав на позиції центрального нападника. Грав за збірну команду Чехії.
Володар Кубка Стенлі. 

## Ігрова кар'єра
Хокейну кар'єру розпочав 1998 року.
1998 року був обраний на драфті НХЛ під 91-м загальним номером командою «Кароліна Гаррікейнс». 
Протягом професійної клубної ігрової кар'єри, що тривала 12 років, захищав кольори команд «Кароліна Гаррікейнс», «Славія» (Прага), «Нашвілл Предаторс», «Нью-Йорк Айлендерс», «Локомотив» (Ярославль).
Загалом провів 497 матчів у НХЛ, включаючи 37 ігор плей-оф Кубка Стенлі.
Був гравцем молодіжної збірної Чехії, у складі якої брав участь у 13 іграх. Виступав за національну збірну Чехії.

## Нагороди та досягнення
- Чемпіон світу — 2005
- Володар Кубка Стенлі в складі «Кароліна Гаррікейнс» — 2006.
- Учасник матчу усіх зірок КХЛ — 2010, 2011.

## Смерть
Загинув 7 вересня 2011 року в авіакатастрофі під Ярославлем разом з усією командою ярославльського «Локомотива», в складі якої виступав три останні сезони.

## Статистика

### Клубні виступи
| Сезон        | Клуб                     | Ліга         | Регулярний сезон | Регулярний сезон | Регулярний сезон | Регулярний сезон | Регулярний сезон | Плей-оф | Плей-оф | Плей-оф | Плей-оф | Плей-оф |
| Сезон        | Клуб                     | Ліга         | І                | Г                | П                | О                | ШХ               | І       | Г       | П       | О       | ШХ      |
| ------------ | ------------------------ | ------------ | ---------------- | ---------------- | ---------------- | ---------------- | ---------------- | ------- | ------- | ------- | ------- | ------- |
| 1998–99      | «Су-Сент-Марі Грейхаунд» | ОХЛ          | 66               | 21               | 35               | 56               | 30               | 5       | 3       | 0       | 3       | 10      |
| 1999–00      | «Су-Сент-Марі Грейхаунд» | ОХЛ          | 54               | 26               | 46               | 72               | 49               | 17      | 5       | 15      | 20      | 8       |
| 2000–01      | «Кароліна Гаррікейнс»    | НХЛ          | 76               | 8                | 13               | 21               | 53               | 6       | 2       | 0       | 2       | 0       |
| 2000–01      | «Цинциннаті Циклонес»    | ІХЛ          | —                | —                | —                | —                | —                | 3       | 0       | 0       | 0       | 0       |
| 2001–02      | «Кароліна Гаррікейнс»    | НХЛ          | 78               | 14               | 17               | 31               | 53               | 23      | 3       | 2       | 5       | 12      |
| 2002–03      | «Кароліна Гаррікейнс»    | НХЛ          | 57               | 10               | 10               | 20               | 33               | —       | —       | —       | —       | —       |
| 2003–04      | «Кароліна Гаррікейнс»    | НХЛ          | 82               | 19               | 26               | 45               | 60               | —       | —       | —       | —       | —       |
| 2004–05      | «Славія» (Прага)         | ЧЕ           | 52               | 20               | 23               | 43               | 42               | 7       | 1       | 6       | 7       | 10      |
| 2005–06      | «Кароліна Гаррікейнс»    | НХЛ          | 23               | 4                | 5                | 9                | 8                | 8       | 0       | 0       | 0       | 2       |
| 2006–07      | «Нашвілл Предаторс»      | НХЛ          | 38               | 4                | 9                | 13               | 29               | —       | —       | —       | —       | —       |
| 2006–07      | «Кароліна Гаррікейнс»    | НХЛ          | 25               | 2                | 7                | 9                | 22               | 0       | 0       | 0       | 0       | 0       |
| 2007–08      | «Нью-Йорк Айлендерс»     | НХЛ          | 81               | 16               | 19               | 35               | 53               | —       | —       | —       | —       | —       |
| 2008–09      | «Локомотив» (Ярославль)  | КХЛ          | 56               | 12               | 20               | 32               | 81               | 19      | 5       | 10      | 15      | 20      |
| 2009–10      | «Локомотив» (Ярославль)  | КХЛ          | 56               | 21               | 27               | 48               | 54               | 17      | 6       | 7       | 13      | 26      |
| 2010–11      | «Локомотив» (Ярославль)  | КХЛ          | 54               | 24               | 31               | 55               | 34               | 18      | 7       | 15      | 22      | 16      |
| Усього в НХЛ | Усього в НХЛ             | Усього в НХЛ | 460              | 77               | 106              | 183              | 311              | 37      | 5       | 2       | 7       | 14      |
| КХЛ totals   | КХЛ totals               | КХЛ totals   | 166              | 57               | 78               | 135              | 169              | 54      | 18      | 32      | 50      | 62      |

### Збірна
| Рік              | Команда          | Турнір           | Місце            | І  | Г | П | О | ШХ |
| ---------------- | ---------------- | ---------------- | ---------------- | -- | - | - | - | -- |
| 1998             | Чехія            | ЮЧЄ18            | 4-е              | 6  | 2 | 2 | 4 | 4  |
| 2000             | Чехія            | МЧС              | 1                | 7  | 1 | 3 | 4 | 2  |
| Молодіжна збірна | Молодіжна збірна | Молодіжна збірна | Молодіжна збірна | 13 | 3 | 5 | 8 | 6  |